# Покрет 1968. у Италији
Покрет 1968. у Италији или Сесантото настао је из незадовољства или противљења традиционалном италијанском друштву и инспирисан је сличним међународним протестима. У мају 1968. све универзитете, осим Боконија, студенти су окупирали. Истог месеца стотину уметника, међу којима Ђо Помодоро, Арналдо Помодоро, Ернесто Трекани и Ђани Дова, окупирали су Палату дела Тријенале на 15 дана.

## Покрет ’68
Позадина покрета проистекла је из новопреображене економије Италије. Земља је недавно повећала индустријализацију и почела је да се развија нова модерна култура. Покрет има своје корене у штрајковима и универзитетским окупацијама шездесетих година, заједно са међународним насловима о социјалистичким политичким победама током Хладног рата.
Студенти радничког или сељачког порекла углавном су покретали овај покрет настојећи да промене традиционално капиталистичко и патријархално друштво. Нови образовни систем омогућио је већем делу становништва да се образује и, самим тим, да преиспитује постојеће друштвене функције. Немири су почели студентским протестима које су политичари и штампа у почетку потцењивали; убрзо се то претворило у „борбу радника“.
У првим тренуцима студентског протеста, десница на универзитетима била је међу лидерима покрета. Битка код Вале Ђулије на Универзитету у Риму 1. марта 1968. била је последња акција у којој су студенти левице и деснице били заједно, јер је 16. марта, након напада на универзитет Ла Сапијенца, дошло до поделе између „покреташа“ и реакционара. Левица је преузела доминацију у покрету, док је десница расправљала о томе које акције треба користити за даље напредовање покрета.